# Ступочки
Сту́почки — село Костянтинівської міської громади Краматорського району Донецької області, України.

## Загальні відомості
Відстань до райцентру становить близько 25 км і проходить автошляхом Т 0504. Поруч розташований асфальтний завод, завод «Гарант» та глиняний кар'єр Південно-Східний.

## Населення
За даними перепису 2001 року населення села становило 89 осіб, із них 75,28 % зазначили рідною мову українську, 23,6 % — російську та 1,12 % — молдавську.